# Ranunculus petiolaris
Ranunculus petiolaris är en ranunkelväxtart som beskrevs av Carl Sigismund Kunth. Ranunculus petiolaris ingår i släktet ranunkler, och familjen ranunkelväxter. Utöver nominatformen finns också underarten R. p. arsenei.